# Nowomychajliwka (rejon berdiański)
Nowomychajliwka (ukr. Новомихайлівка) – wieś na Ukrainie, w obwodzie zaporoskim, w rejonie berdiańskim, w hromadzie Czernihiwka. W 2001 liczyła 992 mieszkańców.